# San Cristoforo (Pontremoli)
San Cristoforo (o San Cristoforo di Gordana) è una frazione del comune italiano di Pontremoli, nella provincia di Massa-Carrara.

## Monumenti e luoghi d'interesse
A San Cristoforo è presente un oratorio dedicato a San Cristoforo di stile romanico e che si presume sia stata costruita intorno all'XI secolo.

## Società

### Tradizioni e folclore
- San Cristoforo
- Madonna delle Grazie